# Psychrophrynella teqta
Espèce
Psychrophrynella teqta est une espèce d'amphibiens de la famille des Craugastoridae.

## Répartition
Cette espèce est endémique du département de La Paz en Bolivie. Elle se rencontre à Pablo Amaya dans la province de Larecaja vers 3 700 m d'altitude dans la cordillère Royale.

## Publication originale
- De la Riva & Burrowes, 2014 : A new species of Psychrophrynella (Anura: Craugastoridae) from the Cordillera Real, Department La Paz, Bolivia. Zootaxa, no 3887 (3), p. 459–470.